# Onitis pseudojansenii
Onitis pseudojansenii är en skalbaggsart som beskrevs av Jan Krikken 1977. Onitis pseudojansenii ingår i släktet Onitis och familjen bladhorningar. Inga underarter finns listade i Catalogue of Life.